# Frank Stallone
Pour les articles homonymes, voir Stallone.
Francesco Stallone Jr, dit Frank, (né le 30 juillet 1950) est un acteur et musicien américain. Il est le frère cadet de l'acteur Sylvester Stallone et a écrit de la musique pour les films de ce dernier. Sa chanson Far from Over est apparue dans le film de 1983 Staying Alive et a été incluse sur l'album de la bande originale du film. La chanson a atteint la dixième place du classement américain Billboard Hot 100 et a reçu une nomination aux Golden Globe, tandis que l'album lui-même, composé de Frank et de divers autres artistes, a reçu une nomination aux Grammy Awards.

## Jeunesse
Stallone est né dans le Maryland et a grandi à Philadelphie. Il est le fils cadet de Jacqueline Stallone (née Labofish, 1921–2020), astrologue, ancienne danseuse et promotrice de la lutte professionnelle féminine, et de Frank Stallone Sr., coiffeur. Son père était un immigré italien et la famille de sa mère était française de Bretagne et également d'origine européenne de l'Est. Le frère de Frank est l'acteur Sylvester Stallone. Dans son adolescence, il est allé à Lincoln High School dans le nord-est de Philadelphie.

## Carrière

### Des années 1980 aux années 1990
Frank Stallone a travaillé comme chanteur. Il a écrit et interprété "Far from Over" pour le film de 1983 Staying Alive, qui a été écrit et réalisé par son frère aîné Sylvester. La chanson a culminé à la 10e place du Billboard Hot 100, devenant son seul grand succès pop, et elle a été nommée pour un Golden Globe Award de la meilleure chanson originale d'un film. L'album a été nommé pour un Grammy Award du meilleur album de musique originale écrite pour un film ou une émission spéciale.
Il a également joué un rôle récurrent dans la sitcom de courte durée Stars du cinéma, aux côtés de ses frères et sœurs célèbres, ainsi que Don Swayze et Joey Travolta.
Il a fait l'objet de punchlines non séquentielles répétées, livrées par le comédien Norm Macdonald lors du segment Weekend Update de l'émission télévisée Saturday Night Live..

### Années 2000 et 2010
Frank est apparu en tant que consultant en boxe dans la série de télé-réalité NBC The Contender en 2005. Il est apparu à plusieurs reprises dans les émissions de radio et de télévision Howard Stern. Lors d'une apparition en 1992 dans The Howard Stern Show , Stallone a eu un match de boxe avec le journaliste de télévision Geraldo Rivera ; Stallone a remporté le combat. Il a participé à Hulk Hogan's Celebrity Championship Wrestling, une série de compétitions de télé-réalité sur CMT qui a suivi dix concurrents célèbres alors qu'ils s'entraînaient pour devenir des lutteurs professionnels. Il est également apparu dans un épisode de Tim and Eric Awesome Show, Great Job!.
Le 17 août 2010, le duo comique australien Hamish & Andy a emmené Stallone, alors âgé de 60 ans, en Australie pour un concert d'une nuit seulement intitulé "Hamish & Andy present: Frank Stallone "Let me be Frank with you" The Fully Franked Tour'". Après un défilé à Melbourne, Stallone a interprété "Far from Over" devant un public de plus de 2 000 personnes. Hamish et Andy étaient de grands fans de la chanson, affirmant qu'elle les avait toujours gonflés à bloc, et ils ont surnommé le phénomène "The Frank Effect". Stallone a déclaré à propos de la nuit : "C'est vraiment l'un des meilleurs, des meilleurs moments que j'aie jamais eu."
Un documentaire réalisé et produit par Derek Wayne Johnson intitulé STALLONE: Frank, That Is, sur la vie et la carrière de Frank Stallone est sorti en 2021. Le documentaire présente des entretiens avec Sylvester Stallone, Arnold Schwarzenegger, Billy Zane, Geraldo Rivera, Joe Mantegna et bien d'autres.

## Discographie

### Albums
- 1984 - Frank Stallone
- 1991 - Day in Day Out
- 1993 - Close Your Eyes (avec l'orchestre de Billy May)
- 1999 - Soft and Low
- 2000 - Full Circle
- 2002 - Stallone on Stallone – By Request
- 2003 - In Love in Vain
- 2005 - Songs from the Saddle
- 2007 - Heart and Souls

## Filmographie

### Cinéma
- 1976 : Rocky : chanteur de rue
- 1978 : La Taverne de l'enfer (Paradise Alley) de Sylvester Stallone : chanteur
- 1979 : Rocky 2 : La Revanche : chanteur
- 1982 : Rocky 3 : chanteur
- 1982 : Hotline : Barnie
- 1983 : Staying Alive : Carl
- 1987 : W.A.R. Women Against Rape : Walter Taggert
- 1987 : Barfly : Eddie
- 1987 : Outlaw Force : Grady Purella
- 1987 : The Pink Chiquitas : Tony Mareda Jr.
- 1987 : Savage Harbor : Joe
- 1988 : Heart of Midnight : Ledray
- 1988 : Killing Blue : Jack Miskowski
- 1988 : Fear : Armitage
- 1988 : It Takes Two : Ted
- 1989 : Ten Little Indians : Capt. Philip Lombard
- 1989 : Easy Kill : Frank Davies/Alex Anderson
- 1989 : Order of the Eagle : Quill
- 1989 : Prime Suspect : Gene Chambers
- 1990 : Lethal Games : Mac Richards
- 1990 : Masque of the Red Death : Duke
- 1991 : Hudson Hawk, gentleman et cambrioleur : Cesar Mario
- 1991 : The Roller Blade Seven : chevalier noir
- 1991 : Terror in Beverly Hills : Hack Stone
- 1992 : The Legend of the Rollerblade Seven : le chevalier noir
- 1993 : Tombstone : Ed Bailey
- 1993 : Return of the Roller Blade Seven : chevalier noir
- 1995 : Lethal Cowboy : Frank
- 1995 : Taken Alive : Marty Moretti
- 1996 : Billy Lone Bear
- 1996 : The Garbage Man
- 1996 : Public Enemies : Alvin Karpis
- 1997 : DoubleCross sur l'île de Costa (Doublecross On Costa's Island) : Marty Moretti
- 1997 : The Good Life
- 1997 : Ground Rules
- 1997 : Strange Wilderness : viel homme
- 1997 : Total Force : Jack O'Hara
- 2000 : Get Carter (cameo): homme aux funérailles
- 2002 : Hitters : Spilotri
- 2005 : Angels with Angles (post-production) : Elvis Presley
- 2006 : Rocky Balboa
- 2007 : Frère Noël : Frank Stallone
- 2010 : Taken by Force : Schultz
- 2010 : This Is Who I Am : oncle Tony
- 2010 : Corrado : Tommaso
- 2013 : Night Claws : Testi
- 2013 : Zero Dark Dirty : Jean Valjean
- 2014 : Glory Days : John Stinger
- 2014 : Bad Luck : Ben
- 2015 : Hardin : Jack Helm

### Télévision
- 1982 : It's a Living : policier
- 1982 : S.O.S : policier : Barnie
- 1988 : Deux flics à Miami : Billy
- 1988 : Crossing the Mob : Anthony D'Amato
- 1989 : Paire d'as : Alonzo Perry
- 1990 : True Blue (en) :
- 1993 : Les Contes de la crypte : Tony Rogers
- 1997 : Une fille à scandales : Frankie
- 1998 : Cybill : Walkie Talkie
- 1998 : Mike Hammer, Private Eye : Johnny Dive
- 1999-2000 : Movie Stars : Frank Stallone
- 2000 : Walker, Texas Ranger (épisode : Les requins de la drogue) : BJ Ronson
- 2001 : Walker, Texas Ranger (épisode : Bienvenue chez Franck) : Franck Bishop
- 2001 : Resurrection Blvd
- 2003 : Life with Bonnie : Nicky Deuce
- 2003 : My Big Fat Greek Life : Spiro
- 2004 : Oui chérie!
- 2009 : Z Rock
- 2015 : Transformers Robots in Disguise : Mission secrète : Thunderhoof (voix)

### Télé réalité
- 2022 : La Famille Stallone : avec Sylvester, Jennifer, Sophia, Sistine, Scarlet Stallone sur Paramount+